# ХайБлогер
ХайБлогер — блог-платформа та однойменний сайт (HiBlogger.Net) на цій платформі, що належать «Інтернет-холдингу ОБОЗ.ua». Проєкт припинив існування у 2020 році.

## HiBlogger.Net
Блог-сервіс HiBlogger.Net був створений у 2006 році веб студією Fine Web
та розвивався у співпраці з «Українським Медіа Холдингом» (того ж року холдинг викупив заснований студією сайт «ХайВей»).
У 2009 році відбулася зміна дизайну сайту.
Наприкінці того ж року «Інтернет-холдинг ОБОЗ.ua» домовився про придбання проєкт у «Українського Медіа Холдингу». Процес придбання завершено 12 січня 2010 року.
На сайті існували розділи Star Blogs (з офіційними блогами знаменитостей) та «Футбольні блоги» (див. нижче), а з 2009 року — сервіс знайомств «Прості знайомства». У користувачів сайту була можливість гнучко налаштовувати дизайн, прив'язувати свої домени до блогів, створювати фото- та відеоальбоми, додавати у блог віджети, планувати спільні події.

## Платформа ХайБлогер
Платформу «ХайБлогер», окрім сайту hiblogger.net, можна було використовувати автономно для ведення блогу на окремому сайті (таким був, наприклад, корпоративний «ПриватБлог» «Приватбанку»). Також вона використовувалась, зокрема, на блог-сервісах сайтів «Газети по-киевски» та From-ua.com і на футбольних блог-сервісах сайтів Football.ua (з 2007 по 2009 рр., потім блог-сервіс відокремився від Football.ua та став розділом на hiblogger.net, докладніше див. Football.ua#Блоги) та futbol-1960.ru (з кінця 2008 по 2011 рр.).

## Закриття
Проєкт припинив роботу всередині 2020 року, відтоді адреса hiblogger.net спрямовує на власний сервіс блогів сайту «Обозреватель».

## Виноски
1. 1 2  Украинский блог-сервис Hiblogger.net запустил сервис знакомств [Український блог-сервіс Hiblogger.net запустив сервіс знайомств]. Gloss.ua. ТОВ «КЕПРЕЙТ ПАРТНЕРС». 11 вересня 2009. Процитовано 1 лютого 2020.(рос.)
2. 1 2 3  Портал гражданской журналистики ХайВей и блог-сервис Hiblogger.net изменили дизайн [Портал громадянської журналістики ХайВей і блог-сервіс Hiblogger.net змінили дизайн] [Портал громадянської журналістики ХайВей і блог-сервіс Hiblogger.net змінили дизайн] (Пресреліз). Асоціація УАВПП. Пресс-служба ИД «Украинский Медиа Холдинг». 22 червня 2009. Архів оригіналу за 20 лютого 2020. Процитовано 1 лютого 2020.(рос.)
3. ↑  За матеріалами pravda.com.ua (29 серпня 2019). Зе!Кабмін: Все про життя та зв'язки нових міністрів (PDF). Chrematistic (Weekly Digital Magazine). Анатолій МАРУЩАК (опубліковано 2019-08-30) (232): 4. Архів (PDF) оригіналу за 1 лютого 2021. Процитовано 1 лютого 2020. {{cite journal}}: Вказано більш, ніж один |pages= та |page= (довідка); Недійсний |url-access=live (довідка)(укр.)
4. 1 2  Сергій Пішковцій (8 грудня 2009). Холдинг Oboz.ua став новим власником блогохостингу Hiblogger. Watcher (Watcher.com.ua). Архів оригіналу за 25 вересня 2020. Процитовано 1 лютого 2019.
5. ↑  Григорська, Ніна (9 вересня 2020). Хто такий Дмитро Дубілет, або як стартапер-котолюб з Monobank збирається змінювати Україну. «НАШ» (nash.live). ТОВ "НАШ 365". Архів оригіналу за 4 лютого 2021. Процитовано 8 лютого 2020. [Архівовано 2021-02-04 у Archive.is]
6. 1 2  Oboz.ua купил Hiblogger.net [Oboz.ua купив Hiblogger.net]. ITnews (itnews.com.ua/). ООО "ИТ Медиа". 12 січня 2010. Архів оригіналу за 13 лютого 2021. Процитовано 5 лютого 2020.(рос.)
7. ↑  HiBlogger «облогородил» Газету по-киевски [HiBlogger «облогородив» Газету по-киевски]. ITUA.info. ООО «УАМАСТЕР Украина». 11 грудня 2007. Архів оригіналу за 28 березня 2014. Процитовано 1 лютого 2020. {{cite web}}: Вказано більш, ніж один |url-status= та |deadurl= (довідка)(рос.)
8. ↑  IvanFM ≡ Иван Картавый (29 грудня 2008). Немного о перспективах сайта [Трохи про перспективи сайту]. Футбольные блоги futbol-1960.ru (blogs.1960.ru). Архів оригіналу за 27 травня 2009. Процитовано 6 лютого 2020. [Архівовано 2009-05-27 у Wayback Machine.](рос.)
9. ↑  Архівна копія futbol-1960.ru від 28 липня 2020 р. (перенаправлення на sports.ru/tribuna/blogs/footballweekly). Wayback Machine. Internet Archive. Архів оригіналу за 28 липня 2011. Процитовано 6 лютого 2020.
10. ↑  Архівна копія hiblogger.net від 27 липня 2020 р. Wayback Machine. Internet Archive. Архів оригіналу за 27 липня 2020. Процитовано 1 лютого 2020.
11. ↑  Архівна копія hiblogger.net від 26 вересня 2020 р. (переспрямування). Wayback Machine. Internet Archive. Архів оригіналу за 26 вересня 2020. Процитовано 1 лютого 2020.